# Football Club Machida Zelvia
Il Football Club Machida Zelvia (FC町田ゼルビア?, Efu Shi Machida Zerubia) è una società calcistica giapponese con sede nella città di Machida. Dal 2024 milita in J1 League, la massima divisione del campionato giapponese.

## Storia
Il club è stato fondato nel 1989 dalla locale scuola calcistica di Machida (formatasi nel 1977) con lo scopo di trattenere i giovani talenti cresciuti al suo interno. Al momento della fondazione, la squadra militava nei campionati della Prefettura di Tokyo.
Nel 2003 il club fu trasformato in una società polisportiva, assumendo il nome di Athletic Club Machida e nel 2005, vincendo la Prima Divisione del campionato prefettoriale di Tokyo, ottenne la promozione nella Kanto League. L'anno seguente giunse al primo posto nella Seconda Divisione della Kanto League, e così fu promosso in Prima Divisione, dove rimase fino alla successiva promozione in Japan Football League nel 2008 in qualità di campione dei playoff regionali.
Nel 2009 fu adottato il soprannome Zelvia, un portmanteau tra zelkova, ovvero l'albero ufficiale della città di Machida, e salvia. Nello stesso anno il club espresse la sua intenzione di far ingresso in J. League Division 2 e ottenne lo status di membro semi-affiliato della J. League, nonostante la limitata capacità di posti a sedere e le specifiche di illuminazione dello stadio insufficienti per gli standard della federali, la media degli spettatori al di sotto delle 3000 persone e la squadra che non andò oltre il 6º posto in Japan Football League.
Nel 2010 il Machida Zelvia ingaggiò come allenatore Naoki Sōma, ex calciatore giapponese che partecipò al campionato del mondo 1998. L'illuminazione dello stadio fu rinnovata e vennero acquistati diversi giocatori provenienti da club della J. League. Inoltre, lo Zelvia annunciò la sua partnership con il D.C. United, squadra della Major League Soccer, che fu la prima, storica collaborazione tra un club giapponese e uno statunitense. Nella Coppa dell'Imperatore di quell'anno, la squadra sconfisse il Tokyo Verdy, ma fu poi eliminata al 3º turno dall'Albirex Niigata. Sōma lasciò il club al termine della stagione e fu sostituito da Ranko Popović, ex allenatore dell'Oita Trinita.
La capacità e le condizioni dello stadio erano ancora insoddisfacenti per i requisiti della J. League, così la società effettuò ulteriori miglioramenti tra la fine del 2010 e l'inizio del 2011. Nella stagione 2011 il Machida Zelvia finì al 3º posto, dopo aver sconfitto il Kamatamare Sanuki nell'ultima gara di campionato, che gli valse la storica promozione in J. League Division 2. Nel 2012 la guida del club nel campionato cadetto fu affidata all'ex campione argentino Osvaldo Ardiles, ma nonostante ciò il club si classificò ultimo, retrocedendo in Japan Football League. Dopo aver concluso la stagione 2013 al 4º posto, nel 2014 richiamò Sōma in panchina e fu inclusa tra le squadre fondatrici della J3 League, nella cui edizione inaugurale arrivò in 3ª posizione. Nel 2015, dopo aver ottenuto il 2º posto in campionato ed aver battuto nei playoff promozione/retrocessione l'Oita Trinita, risalì nuovamente in J2 League.
Nell'edizione 2023 del campionato cadetto ha compiuto una storica impresa, ottenendo per la prima volta la promozione nella J1 League, massima divisione calcistica giapponese. Nel suo primo campionato in J1 League il Machida Zelvia è stata una rivelazione, essendosi persino posizionato terzo in classifica.

## Stadio
Il Machida Zelvia disputa le partite casalinghe nel Machida Municipal Athletic Stadium (noto anche come Nozuta Stadium). La sua capacità è di 10600 posti ed è dotato di illuminazione per le partite in notturna dal 2009.

## Allenatori
- 1996-2002:  Shoji Komoda
- 2003-2007:  Minoru Moriya
- 2008-2010:  Tetsuya Totsuka
- 2010-2011:  Naoki Soma
- 2011-2012:  Ranko Popović
- 2012:  Osvaldo Ardiles
- 2012-2013:  Yutaka Akita
- 2013-2014:  Naoki Kusunose
- 2014-2020:  Naoki Soma
- 2020-2023:  Ranko Popović
- 2023-Oggi:  Go Kuroda

## Palmarès

### Competizioni nazionali
- J2 League: 1

2023

### Altri piazzamenti
J1 League:
Terzo posto 2024

## Organico

### Rosa 2025
Rosa e numerazione aggiornate al 7 luglio 2025.
| N. |                          | Ruolo | Calciatore             |
| -- | ------------------------ | ----- | ---------------------- |
| 1  | Giappone (bandiera)      | P     | Kōsei Tani             |
| 3  | Giappone (bandiera)      | D     | Gen Shōji (capitano)   |
| 4  | Giappone (bandiera)      | D     | Ryūho Kikuchi          |
| 5  | Kosovo (bandiera)        | D     | Ibrahim Drešević       |
| 6  | Giappone (bandiera)      | D     | Henry Heroki Mochizuki |
| 7  | Giappone (bandiera)      | A     | Yūki Sōma              |
| 8  | Giappone (bandiera)      | C     | Keiya Sentō            |
| 9  | Giappone (bandiera)      | A     | Shōta Fujio            |
| 10 | Corea del Sud (bandiera) | A     | Na Sang-ho             |
| 13 | Giappone (bandiera)      | P     | Tatsuya Morita         |
| 15 | Australia (bandiera)     | A     | Mitchell Duke          |
| 16 | Giappone (bandiera)      | C     | Hiroyuki Mae           |
| 17 | Birmania (bandiera)      | P     | Kaung Zan Mara         |
| 18 | Giappone (bandiera)      | C     | Hokuto Shimoda         |
| 19 | Giappone (bandiera)      | D     | Yūta Nakayama          |
| 20 | Giappone (bandiera)      | A     | Takuma Nishimura       |
| 22 | Giappone (bandiera)      | A     | Takaya Numata          |

| N. |                          | Ruolo | Calciatore         |
| -- | ------------------------ | ----- | ------------------ |
| 23 | Giappone (bandiera)      | C     | Ryōhei Shirasaki   |
| 26 | Giappone (bandiera)      | D     | Kōtarō Hayashi     |
| 28 | Corea del Sud (bandiera) | C     | Cha Je-hoon        |
| 30 | Giappone (bandiera)      | A     | Yūki Nakashima     |
| 38 | Giappone (bandiera)      | C     | Tenshirō Takasaki  |
| 39 | Cile (bandiera)          | C     | Byron Vásquez      |
| 44 | Giappone (bandiera)      | P     | Yoshiaki Arai      |
| 46 | Giappone (bandiera)      | C     | Ken Higuchi        |
| 49 | Giappone (bandiera)      | A     | Kanji Kuwayama     |
| 50 | Giappone (bandiera)      | D     | Daihachi Okamura   |
| 60 | Giappone (bandiera)      | C     | Chūi Hiromu Mayaka |
| 77 | Giappone (bandiera)      | D     | Takumi Narasaka    |
| 88 | Giappone (bandiera)      | D     | Hotaka Nakamura    |
| 90 | Corea del Sud (bandiera) | A     | Oh Se-hun          |
| 99 | Giappone (bandiera)      | A     | Daigo Takahashi    |

### Staff tecnico
Staff tecnico aggiornato al 20 aprile 2025.
- Go Kuroda - Allenatore
- Kenji Arima - Viceallenatore
- Yūto Kurimoto - Collaboratore tecnico
- Hikaru Mita - Collaboratore tecnico
- Shin Yamanaka - Collaboratore tecnico
- Daiki Ueda - Collaboratore tecnico
- Yukiya Hamano - Preparatore portieri
- Nobuyuki Abe - Collaboratore preparatore portieri
- Shunsuke Ōtsuka - Preparatore fisico
- Leonardo Moreira - Aiuto collaboratore tecnico e interprete
- Yasuhiko Nishimura - Capo analista
- Yoshirō Akano - Analista